# Gorizont 25L
O Gorizont 21 (também conhecido por Gorizont 32L) foi um satélite de comunicação geoestacionário soviético da série Gorizont construído pela NPO PM. Ele era para ter sido operado pela RSCC (Kosmicheskiya Svyaz). O satélite foi baseado na plataforma KAUR-3 e sua expectativa de vida útil era de 3 anos. O mesmo foi perdido devido a uma falha durante o lançamento, se ele tivesse sido lançado com sucesso o mesmo teria recebido o nome Gorizont 15.

## Lançamento
O satélite foi lançado ao espaço no dia 18 de janeiro de 1988, por meio de um veículo Proton-K/Blok-DM-2, lançado a partir do Cosmódromo de Baikonur, no Cazaquistão. O satélite foi perdido após uma falha no lançamento. Ele tinha uma massa de lançamento de 2.300 kg.

## Capacidade
O Gorizont 21 era equipado com 6 transponders em banda C e um em banda Ku.